# Přemyslovský hvozd
Přemyslovský hvozd (také Královský hvozd, Přemyslovský lovecký hvozd, Křivoklátský lovecký hvozd, dříve Zbečenský lovecký hvozd) je lesnatá oblast převážně ve středním povodí řeky Berounky v západní části středních Čech.

## Vymezení
Oblast se nachází převážně v dnešních okresech Rakovník a Beroun, částečně pak Kladno; Rokycany a Plzeň-sever, ale zasahuje i do okresu Louny.
Část tohoto lesnatého území je dnes chráněna:
- Chráněná krajinná oblast Křivoklátsko
- Přírodní park Džbán – Džbánsko a lounské Podlesí

### Objekty

#### Hradiště(raně středověký hrad)
- Budeč knížecí dvorec
- Dřevíč
- Libušín
- Stochov
- Tetín
- knížecí lovecký dvorec ve Zbečně

#### Hrady
- Angerbach u Kožlan
- Džbán
- Jinčov
- Jivno
- Křivoklát
- Hlavačov u Rakovníka
- Nižbor
- Pravda
- Tetín
- Týřov

#### Tvrze severovýchod - převážněokres Kladno
- Bakov
- Bílý Újezdec (u Ledců)
- Braškov
- Bratkovice
- Břešťany
- Budihostice
- Buštěhrad
- Byseň
- Čelechovice
- Čeradice
- Doksy
- Dolany
- Dolní Kamenice
- Dřínov
- Dříň
- Hnidousy
- Holubín
- Horní Kamenice
- Hořešovice
- Hospozín
- Hostouň
- Hradečno
- Hřešice
- Humniště
- Kačice ves, později tvrz
- Kalivody
- Kladno
- Klobuky
- Kobylníky
- Kokovice
- Koleč
- Kozojedy
- Kralovice - u Stehlčevse
- Královice
- Kročehlavy
- Krušovice
- Kvíc
- Kyšice
- Lány poplužní dvůr a tvrz
- Ledce
- Libochovičky
- Lidice
- Lidice u Otrub
- Lukov
- Makotřasy
- Malá Dobrá
- Malíkovice
- Malovary (u Velvar)
- Močidlany (u Kladna)
- Mšecké Žehrovice
- Neprob.
- Neuměřice
- Olovnice
- Osluchov
- Ostrov
- Páleč
- Poštovice
- Pozdeň
- Přerubenice
- Pustá Dobrá 3 vsi, poplužní dvůr a tvrz
- Ruda
- Rychvald
- Řisuty
- Sazená
- Smečno
- Smilovice
- Srbeč
- Sobín u Vašírova a Rynholce
- Slatina
- Stehelčeves
- Stochov
- Stradonice (okres Kladno)
- Svinařov
- Šlapanice
- Tasov (u Hřebče)
- Trpoměchy
- Třeboc
- Třebíz
- Třtice
- Tuřany
- Údešice (u Jarpic)
- Velká Dobrá
- Velké Přítočno
- Vraný
- Vrapice
- Zvoleněves
- Želevčice

#### Tvrze západ - převážněokres Rakovníkaokres Rokycany
- Kounov

#### Tvrze jihovýchod - převážněokres Beroun
- Chrustenice
- Kozinec
- Králův Dvůr
- Popovice
- Stará Huť
- Vysoký Újezd
- Zahřivec
- Zdejcina

#### Vsi, osady
- Bratronice
- Kačice ves, později tvrz
- Kamenné Žehrovice
- Městečko osada podhradí Křivoklátu, trhová ves původní název Městec
- Pecínov
- Pustá Dobrá ves a tvrz
- Strašice osada, později městečko a město Nové Strašecí
- Tuchlovice
- Žilina

#### Královská města
- Beroun
- Rakovník Město vznikalo na obchodně příznivé křižovatce na dálkové komunikační trase, po níž proudilo do středu české kotliny přepychové zboží západní Evropy, přes Cheb, Loket, Bochov a Žlutice a na křižovatce méně významného spojení Louny-Plzeň.

#### Cesty
- Erfurtská stezka - hlavní severní trasa (Praha - Hostivice - Tuchlovice - Řevničov - Hředle - Krupá - ?Krahulec - Kounov - ...)
- Erfurtská stezka - vedlejší jižní trasa / jiná Chebská stezka - (Praha - Hostivice - Tuchlovice - spíše pod Stochovem než pod tvrzí Sobínem - Rynholec - Pecínov - Ruda - ? - Rakovník - Žlutice - ...)
- Norimberská stezka později Zlatá cesta - historická obchodní stezka spojující Čechy s Bavorskem (Praha - Beroun - Rokycany - ...)
- Chebská stezka - Zbraslav, odtud pak podle řeky Berounky ke Královicům, ...
- starou zemskou (Erfurtskou) cestu na Krupsku přetínala cesta vedoucí ze Žluticka přes Rokyto a Kostelec k Dřevíči
- Zbečenská stezka - odbočka z Norimberské stezky na Zbečno
- Zbečensko-Křivoklátská stezka - středověká královská cesta mezi Prahou a Křivoklátem (Praha - Hostivice - Unhošť - Horní Bezděkov - Bratronice[1] - Běleč - Sýkořice - Zbečno - Křivoklát)
- Kralupská stezka[2] - důležitá obchodní stezka z Prahy do Saska (Praha - původně trhová ves Slaný později město - Louny - Postoloprty - Žatec - Kralupy u Chomutova - ...) ale také se ve Slaném dělí na Velvary
- Mostecká stezka - starší a mladší
- Srbská stezka (zvaná též Chlumecká)

#### Vodní toky
- Mže (Berounka)
- Kačák (Loděnice)
- Klíčava
- Lánský potok
- Rokytka (Rakovnický potok)
- Strašecký potok
- Vůznice
- Zákolanský potok
- Týnecký potok